# Џон Дарли
Џон Дарли (енгл. John M. Darley; Минесота, 3. април 1938 — Лоренсвил, 31. август 2018) био је амерички психолог. Студирао је на колеџу Свартмор од 1956. до 1960. године, где је и дипломирао и стекао звање дипломираног инжењера. Касније је похађао Харвард где је 1965. године докторирао социјалну психологију.
Он је бивши председник Америчког психолошког друштва и добитник бројних награда и признања, укључујући и награде Америчког удружења за унапређење науке. Такође је сарадник Америчке академије науке и уметности, Америчког психолошког друштва, као и друштва за психолошке студије социјалних питања. Тренутно је професор психологије на универзитету Принстон.